# 岩井孝司
岩井 孝司（いわい たかし、1941年8月17日 -）は、日本の実業家で小野薬品工業代表取締役社長。

## 来歴・人物
1964年関西大学法学部卒業後、小野薬品工業に入社。
1998年に同社生産物流本部長、1999年に取締役を経て2005年に代表取締役社長に就任した。しかし、2006年4月の取締役会出席後に体調を崩し、2006年5月をもって退任した。